# Le Grand JD
Le Grand JD, de son vrai nom Julien Donzé, est un vidéaste web, caméraman, monteur et réalisateur suisse, né le 5 février 1987 à Genève.
Il crée sa chaîne YouTube en 2009 et fait partie de la première génération de Youtubeurs. Avec près de 4 millions d'abonnés au printemps 2024, il est le créateur suisse le plus célèbre de la plateforme.
Le Grand JD est reconnu pour ses reportages sur le terrain, comme à Fukushima, pendant la guerre en Irak ou sur les traces du lynx dans le Jura suisse, mais également pour ses vidéos sur l'horreur et le paranormal et ses explorations de lieux abandonnés ou dits hantés, où il passe souvent la nuit. Ce sont toutefois des vidéos parodiques qui lui offrent sa première grosse visibilité.

## Biographie

### Origines, formation et parcours professionnel
Julien Donzé naît le 5 février 1987 à Genève.
Il a une formation de cadreur, monteur et réalisateur. Il a travaillé dans plusieurs sociétés de productions audiovisuelles, à Genève, pour divers clients et différents types de projets, des reportages à l'étranger, des documentaires, des clips vidéos.
En 2018, il crée sa société de production audiovisuelle, Laxar Gang SA, avec la journaliste et productrice Margaux Fritschy. Ensemble, ils produisent le contenu de sa chaîne Youtube et travaillent aussi pour des clients privés et des organisations.

### Débuts sur internet
Le Grand JD découvre les joies de la vidéo très jeune, avec la caméra de ses parents, et en publie sur Dailymotion en 2006, aux commencements de cette plateforme. Il publie ses premières vidéos, en parallèle de son travail de caméraman et monteur dans une entreprise de production audiovisuelle.
En 2009, il ouvre sa chaîne YouTube et en 2011, il migre définitivement sur ce canal et abandonne Dailymotion. Dans un premier temps, il crée des vidéos humoristiques, des publicités détournées, des clips, des parodies et des expériences vidéo, avant de réaliser, plus tard, des reportages et des documentaires. Il considère, depuis le début, sa chaîne YouTube comme un laboratoire.
Le Grand JD se fait connaître du grand public grâce à sa vidéo Bref j'ai joué à call of duty avec Diablox9 (parodie bref), une parodie de la série de Bref., créée par Kyan Khojandi et Bruno Muschio et diffusée sur Canal+ entre 2011 et 2012. Sa version parodique de la série et du jeu vidéo Call of Duty aura un rapide succès,. Le Grand JD et Diablox9 sont d'ailleurs invité dans le 82e et ultime épisode de la série (intitulé Bref. Dernier épisode) pour une brève apparition liée aux jeux vidéos de guerre.
Parmi ses clips les plus visionnés, on retrouve La drogue c'est pas bien (2015), Je suis une pizza (2015) ou encore J'aime les licornes (2011), avec une apparition d'Orelsan à la fin. Ce dernier clip figure encore en 2020 dans le Top 15 de Topito des meilleures chansons de Youtubeurs, celles qui restent dans la tête.
En 2024, deux de ses trois plus grands succès sur YouTube sont des vidéos datant de ses débuts sur la plateforme. En tête, Bref j'ai joué à call of duty avec diablox9, qui cumule près de 12 millions de vues et qui date du 29 octobre 2011. Elle est suivie en troisième position par J'aime les licornes et ses 9 millions de vues.

### Contenus sur le paranormal
Le Grand JD développe également des formats comme Phantasma, qui proposent des investigations paranormales, des explorations urbaines, des chasses aux fantômes et des nuits passées en solitaire dans des lieux considérés comme hantés. C'est une passion qui l'anime depuis l'adolescence. Sans trucage ni exagération, il analyse les quelques phénomènes étranges de manière rationnelle.
"Le jour où un esprit m’attaque ce sera bien mais, pour l’instant, ça me convient aussi quand il ne se passe pas grand-chose. C’est plutôt au niveau de la réalisation vidéo que j’essaye de créer des ambiances et d'emmener le public en immersion avec moi", explique-t-il en 2023 pour le journal Tribune de Genève.
La première vidéo du genre du Grand JD remonte à 2014. Il s'agit d'une visite de l'île italienne de Poveglia, dans le cadre de sa série de vidéos Les Etranges Expériences. D'autres séries de vidéos lui font analyser des images d'archives étranges, des vidéos terrifiantes disponibles sur internet, ou encore acheter des objets hantées. Aussi, il propose la série les expériences paranormales de mes abonnés, dans laquelle il présente des cas étranges, avec images, vidéos et sons, envoyés par ses abonnés. Il les analyse depuis son bunker, entouré de poupées diaboliques. 
En octobre 2023, pour le mois d'Halloween, Le Grand JD publie une vidéo par jour sur la thématique de l'horreur, de l'étrange et du paranormal. Le projet est intitulé Le Calendrier de l'Etrange et connait un grand succès. Les vidéos sont de tous types et durent de six minutes à une heure.

### Documentaires animaliers
En 2016, Le Grand JD réalise une série de mini-reportages, produite par la Radio télévision suisse, sur les animaux sauvages de sa région intitulée Animalis. II crée cette série avec le caméraman et photographe animalier Fabien Wohlschlag, dit Fabwildpix. Ce sont dix épisodes (et deux best-of) qui donnent un coup de jeune au documentaire animalier, selon Ouest-France. Ils emmènent le public à la découverte des lynx, renards, blaireaux, marmottes, castors, cerfs, gypaètes, sangliers, chauves-souris, reptiles et autres limaces dans leur milieu naturel,.
La série est diffusée à la fois sur le site internet de la RTS et sur la chaîne Youtube du Grand JD. Elle réalise, à cette période, le meilleur score enregistré par la RTS pour un programme web. Animalis reçoit le Grand Prix du Jury, au Swiss Web Festival en 2017.
Julien Donzé continue de réaliser des documentaires animaliers sur sa chaîne YouTube. Il observe, entre autres, le lynx du Jura suisse (2021), les ours dans les villes roumaines (2022), l'ours polaire sur l'île de Svalbard, en compagnie de Mike Horn (2020) et les chauve-souris (2021). Sinon, il installe aussi des pièges photographiques dans les forêts suisses, où il observe notamment le lynx, mais également dans la région de Fukushima[réf. souhaitée]. 

### Reportages et documentaires
En février 2017, Le Grand JD se rend en Irak, à Mossoul, aux côtés des forces irakiennes, en compagnie d'un groupe humanitaire armé, les Free Burma Rangers. Il y réalise un reportage intitulé « Un Youtubeur en Irak ». Il y filme le conflit qui oppose les forces irakiennes à l’État islamique. Le Grand JD propose à cette époque une vidéo peu habituelle, un genre nouveau dans le paysage du YouTube francophone. Ce contenu hybride, entre reportage et vlog, changera le visage de la chaîne. La vidéo est à la fois saluée et critiquée par les journalistes professionnels.
Il se rend, la même année, au Japon pour filmer les zones radioactives de Fukushima avec Tev et Sébastien de la chaîne Ici Japon. Il pousse l’urbex au-delà de ses limites avec une vidéo aux allures postapocalyptiques,.
Encore en 2017, il collabore avec la RTS et l'un de ses journalistes, Bernard Genier, au projet Alerte Bleue. Cette série de reportages traite de sujets liés à l'environnement tels que la déforestation au profit de l'huile de palme ou encore la fonte du permafrost au nord du Canada, sur l'île de Banks. Ces reportages d’une vingtaine de minutes rencontrent un grand succès, particulièrement celle à propos de l’huile de palme.
Le Bangladesh est également sur sa liste de destinations, où il se rend avec Omar Sy et DJ Snake notamment, dans le but de dénoncer le sort réservé à l'ethine rohingya.
En 2021, Le Grand JD publie un reportage réalisé en Ukraine, sur la ligne de front, où la Russie agresse la région du Donbass,. Il suit le quotidien des troupes ukrainiennes.
Aussi, Le Grand JD partage du contenu sur des passionnés de thématiques diverses et variées, comme un collectionneur de flippers ou d'objets liés au Seigneur des Anneaux, un chercheur de fossiles de dinosaures, un photographe hors du temps, un homme qui défie la gravité avec ses sculptures en pierres, un artiste d'argile qui réalise des constructions éphèméres dans les rivières, une chamane...[réf. souhaitée]

### Succès
En novembre 2015, Le Grand JD passe la barre des 500 000 abonnés sur YouTube. En 2016, le magazine Signé Genève le présente comme un « vidéaste déjanté, éclectique, maitrisant l’art de l’humour, de l’écriture et du montage ». En mars 2018, Julien Donzé compte plus de deux millions d'abonnés, et le cap des trois millions est passé en 2020.
Le 3 avril 2024, Le Grand JD compte 399 vidéos sur YouTube et un total de près de 530 millions de vues[réf. nécessaire].